# Super Star Soldier
Super Star Soldier es un videojuego de matamarcianos vertical desarrollado por Kaneko para la videoconsola PC Engine en 1990. Es la secuela de Star Soldier, siendo la segunda entrega de la serie de matamarcianos verticales Star Soldier, publicada por Hudson Soft, que fue absorbida en 2012 por Konami. Según la empresa, algunos usuarios calificaron al juego como mejores gráficos para un juego de HuCard. Si bien fue popular en Japón, tuvo poca recepción a nivel mundial.
El 27 de noviembre de 2006, el juego fue lanzado para la Consola Virtual de Wii en América, apareciendo en diciembre en la Consola Virtual japonesa y europea. También fue publicado en la PlayStation Store japonesa el 19 de agosto de 2009 y en la americana el 3 de junio de 2011. También apareció en la Windows Store japonesa el 20 de diciembre de 2013, También apareció en la Consola Virtual de Wii U en 26 de febrero de 2014 en Japón.